# Chiesa della Madonna della Tosse
(Iscrizione sopra il portico)
La chiesa della Madonna della Tosse  è un luogo di culto cattolico che sorge in Largo Adone Zoli 1, a Firenze, nella zona lungo il Mugnone presso Porta San Gallo.
Orari delle messe: ogni giorno ore 18 e la domenica mattina ore 11.
Sito della Parrocchia: madonnadellatosse.flazio.com
oppure  sito madonnadellatosse.com

## Storia
Il tabernacolo della Madonna col Bambino tra i santi Caterina d'Alessandria e Giovanni Battista fu rinvenuto tra le rovine del convento di San Gallo, distrutto poco prima dell'assedio di Firenze e, qui ricollocato, fu subito oggetto di devozione popolare, soprattutto invocata per la guarigione dei fanciulli affetti da pertosse, da cui il nome.
Anche la granduchessa Cristina di Lorena poté godere dei benèfici effetti per i suoi figli e nel 1595, ottenuta la grazia, fece costruire in ringraziamento un oratorio attorno al tabernacolo in cui era inserita l'immagine sacra. Nel 1603 venne poi edificata la chiesa (forse da Gherardo Mechini) ed affidata agli Eremitani Agostiniani, mentre nel 1640 fu aggiunto l'arioso portico, su disegno di Matteo Nigetti e finanziato dal marchese veneziano Fabrizio Colloredo. 
Nel Seicento la chiesa era corredata di opere d'arte non più presenti: all'altare maggiore era una pala di Francesco Curradi e agli altari laterali coevi ancora esistenti erano una tela di autore ancora non identificato (a quello sinistro fondato nel 1621) ed un'altra pala con la Triplice incoronazione di San Nicola da Tolentino di Lorenzo Lippi che si trova oggi nell'oratorio di San Giustino a Cantagrillo, all'altare Cambi eretto nel 1646.
Alla fine degli anni settanta dell'Ottocento la chiesa fu ulteriormente ampliata e ristrutturata secondo il gusto neorinascimentale del tempo.
Dal 1943 la Chiesa è stata elevata a parrocchia. Dal 1954 al 2000 parroco della Madonna della Tosse fu don Angelo Chiaroni, il quale ne fece uno dei centri della sinistra conciliare cattolica e del dialogo ecumenico a Firenze, frequentata da figure come don Lorenzo Milani, padre Ernesto Balducci, padre Benedetto Calati, Mario Gozzini e Luciano Martini. A ricordo di alcune figure cittadine una vetrata della chiesa ritrae insieme don Giulio Facibeni, il cardinale Elia dalla Costa e Giorgio La Pira. Successivamente la parrocchia è stata affidata a don Giacomo Stinghi, noto per essere il Presidente del Centro di Solidarietà di Firenze (CSF), un organismo della Chiesa fiorentina per la prevenzione, il recupero e l'assistenza dei tossicodipendenti, in seguito a Don Gherardo Gambelli divenuto  Arcivescovo di Firenze e ora a don Paolo Arzani.

## Descrizione
L'esterno della chiesa della Madonna della Tosse è caratterizzato dalla facciata barocca preceduta dal portico di Matteo Nigetti, costruito nel 1640 ed è formato da tre campate coperte con volta a crociera che si aprono con altrettante arcate a tutto sesto nella parte anteriore, ove sono sorrette da colonne e pilastri tuscanici. Sotto il portico, vi è il portale, affiancato da due nicchie vuote. La parte superiore della facciata presenta, al centro, un finestrone ad arco e termina con un frontone triangolare.
L'interno della chiesa, risalente nella sua conformazione attuale al XIX secolo, è in neorinascimentale, con navata unica coperta con travi a vista. il primo altare destro, eretto verso il 1646 dagli eredi di un certo Bartolomeo Cambi, custodiva la menzionata pala di Lorenzo Lippi ed oggi ospita un rilievo in terracotta con Cristo nella bottega di San Giuseppe falegname, opera del 1907 firmata da Francesco Collina. Lo stesso scultore aveva eseguito el 1897 per l'altare dirimpetto un altro bassorilievo in terracotta raffigurante Sant'Antonio da Padova. Sopra il fonte battesimale, collocato nella parete destra della chiesa, si trova il dipinto olio su tavola di Sineo Geminiani datato 1950, raffigurante San Giovanni Battista. 
terminante con un coro quadrangolare dal quale è separata per mezzo di una parete in cui si aprono tre archi, con quello centrale più grande. La parete fondale del coro presenta una piccola abside semicircolare con il moderno presbiterio, sormontato da un Crocifisso ligneo.

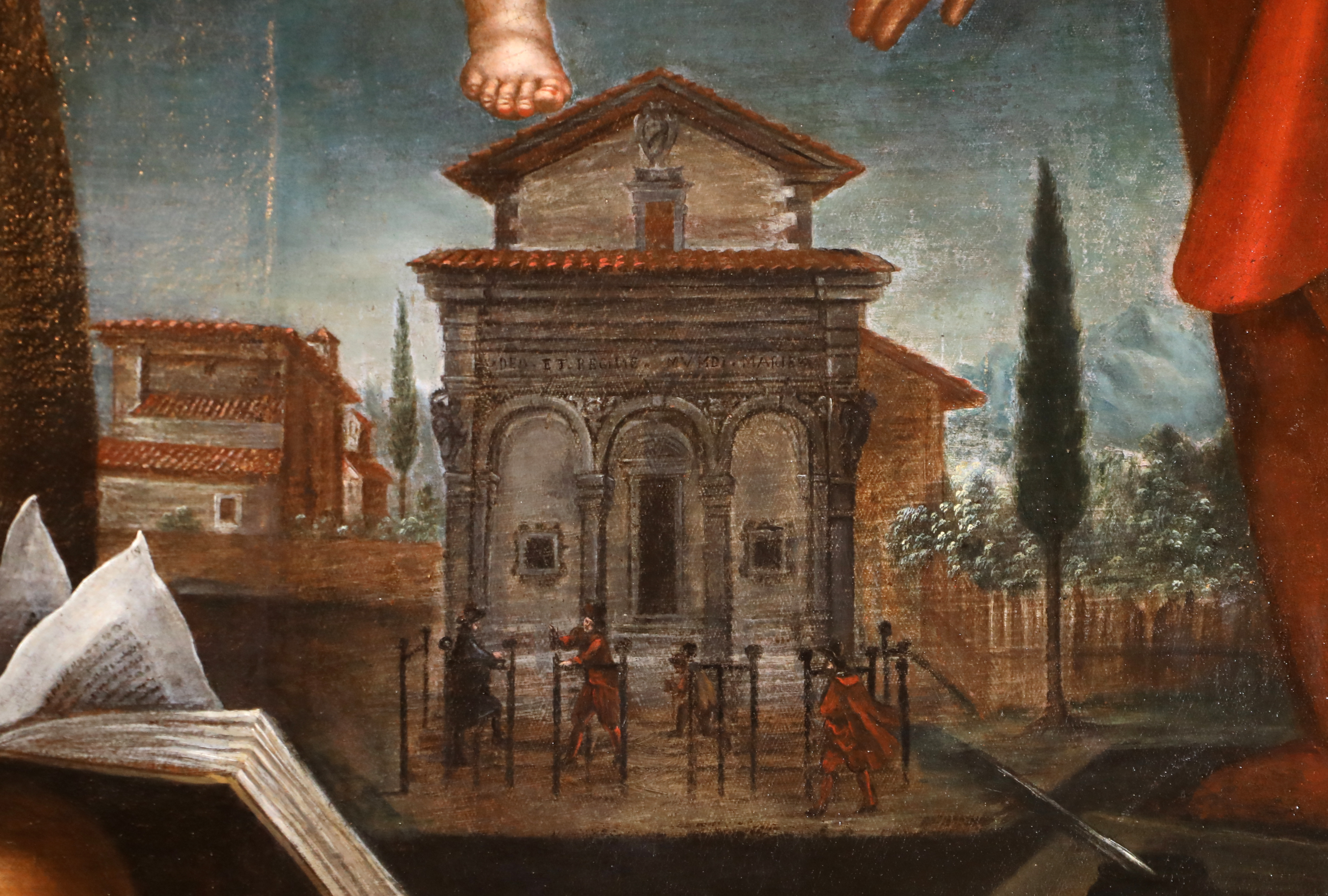
La chiesa nel XVII secolo
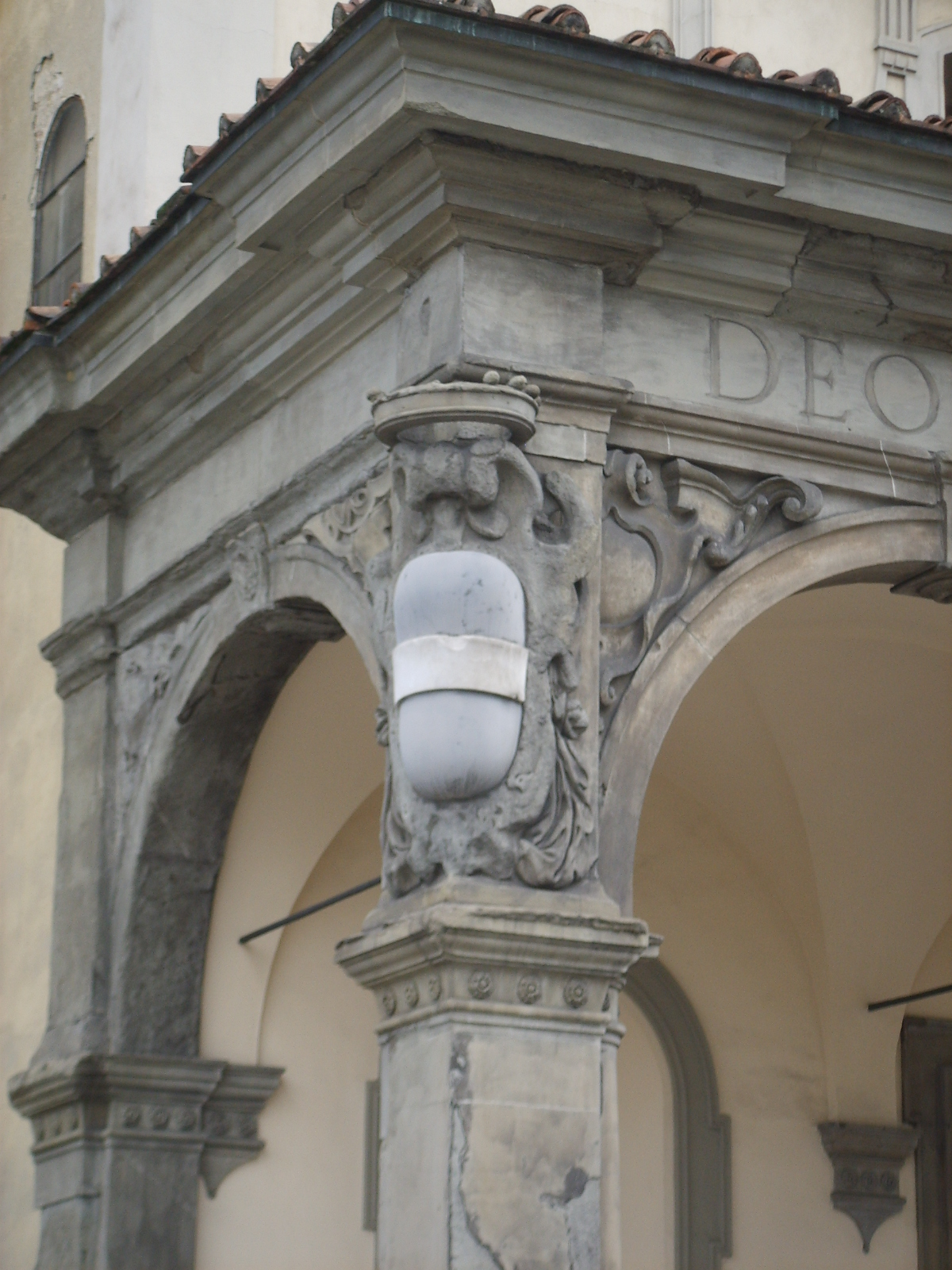
Stemma Asburgo sul portico
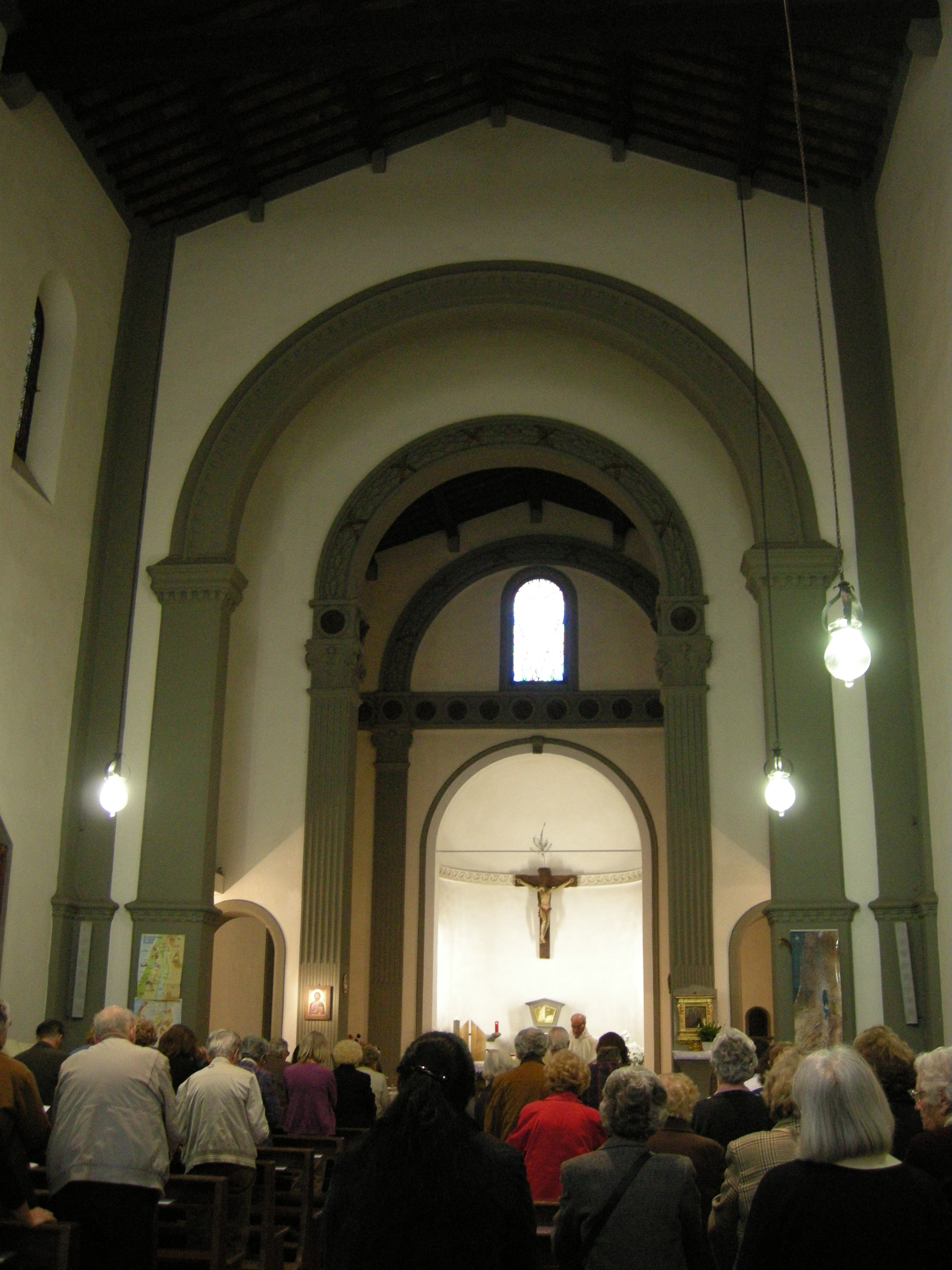
Interno